# Estènel (fill de Capaneu)
Segons la mitologia grega, Estènel (en grec antic: Σθένελος)va ser un heroi, fill de Capaneu i d'Evadne. Era un dels epígons que va conquerir Tebes. Ifis, el seu avi o el seu oncle, li va deixar una tercera part del regne d'Argos. Més tard, Cilàrabes, un fill seu, va reunir sota el seu poder les dues altres parts.
Figura entre els pretendents d'Helena, i va participar per això en la guerra de Troia. En la conquesta de Tebes s'havia fet amic de Diomedes. A Troia, segons el «catàleg de les naus», comandava un contingent de vint-i-cinc naus. A la guerra es va distingir en les batalles, especialment al costat de Diomedes, de qui sembla que n'era l'escuder. Temps enrere s'havia ferit en un peu, potser a l'assalt de Tebes, i només podia lluitar amb carro. Quan va tornar de la guerra va acompanyar Diomedes a Etòlia per restaurar al tron el rei Eneu.
Estènel va ser també pare de Cometes, que va enganyar Diomedes amb Egialea.